# Кобляков, Александр Александрович
Александр Александрович Кобляков  (род. 24 августа 1951 года) — профессор кафедры сочинения, декан композиторского факультета Московской государственной консерватории им. П. И. Чайковского. Член творческих организаций: Союза композиторов России, Союза кинематографистов, Союза московских композиторов.

## Биография
Александр Александрович Кобляков родился 24 августа 1951 года. С 1968 по 1971 год учился в Академическом музыкальном училище при Московской государственной консерватории имени П. И. Чайковского (АМУМГК им. Чайковского).
Принимал участие в международных конференциях за рубежом и в России, делал доклады в Китае, Израиле, США, Австрии, Германии, Франции и др.
С 1981 года работает в Московской государственной консерватории им. П. И. Чайковского, преподает на кафедре сочинения консерватории. Профессор кафедры сочинения. После раздела теоретико-композиторского факультета в начале 2000-х годов стал деканом композиторского факультета МГК им. П. И. Чайковского (сменив В. Г. Агафонникова на этом посту), с 1 октября 2020 года, после воссоединения факультетов, стал заместителем декана. Читает курсы гармонии, сочинение, общую теорию творчества для композиторов. Является автором изобретения (2011г.), связанного с созданием нового музыкального инструмента системной последовательностью блоков звукоизвлечения, в которой каждый блок предназначен для генерирования одной основной звуковой частоты и согласован по этой частоте со звуковыми частотами, генерируемыми другими блоками. Как композитор, является автором симфонии, концертов,
мюзикла, сонат и др. произведений.
Учениками А. Коблякова в разное время были: М. Сиверцева, А. Ведякова, М. Жубер, В. Лавров, А. Кузнецов, С. Неллер, А. Пысь, А. Райхельсон, Т. Шатковская и др.

## Сочинения
- Симфония для большого симфонического оркестра;
- Концерт для оркестра;
- Концерт для контрабаса с оркестром;
- Оратория «Памяти декабристов»;
- Мюзикл «Знаменитый сыщик»;
- Музыкальная тема для киносериала «Белые одежды» (1992);
- Камерная симфония «Pro et contra» для контрабаса, бас-гитары, клавишных и ударных;
- Камерный концерт для фортепиано, скрипки, камерного ансамбля;
- Сонаты для контрабаса, фортепиано, скрипки;
- Цикл «Проекции» для фортепиано, камерная вокальная музыка, музыка для театра и кино.

## Труды
- Кобляков А. А. Теорема о трансмерном переходе // «Математика –Компьютер - Образование» Труды 7-й международной научной  конференции, т.1, стр. 57 – 68, М., 2000
- Кобляков А. А. Основы общей теории творчества // Устойчивое развитие, теория и практика, М., Дубна, №2, 2003.
- Кобляков А. А. Синергетика, язык, творчество // Синергетическая парадигма, вып. 2, М., 2002.
- Koblyakov A. Semantic aspects self-similarity in music // Symmetry: culture and science, volume 6, number 2, Washington, 1995.
- Кобляков А. А. Новый проблемно-смысловой подход в исследовании гармонии (на примере сонаты №1, ч.1 Л. Бетховена) // Нравственное и патриотическое воспитание в процессе музыкального образования, Труды международной конференции, М., 2008.
- Кобляков А. А. Фуга И. С. Баха с точки зрения проблемно-смыслового подхода // История музыкального образования как наука и как учебный предмет, Материалы V международной конференции, М., 1999.
- Кобляков А. А. Дискретное и непрерывное в музыке с точки зрения проблемно-смыслового подхода // Труды международной конференции «Математика и искусство», М., 1997.
- Кобляков А. А. Смысл музыки как отражение универсального смысла Бытия. //  Первая российская конференция по когнитивной науке, Казань, 2004
- Кобляков А. А. Синергетика и творчество: универсальная модель устранения противоречий как основа новой стратегии исследований // Синергетическая парадигма. М., 2000.
- Кобляков А. А. Учение Б. Л. Яворского в контексте нового метасистемного подхода //Музыкальная академия, 2013, №2
- Koblyakov A. Creation and new transdimensional relations // Symmetry: culture and science, volume 26, number 3, 2015.
- Koblyakov A. Creation, transdimensional relations, aesthetic modeling// Symmetry: culture and science, volume 28, number 1, 2017.